# Provinciewet (Nederland)
De Provinciewet is een wet uit 1992 die het bestuur van de provincies van Nederland regelt. Het betreft een organieke wet. Deze verving de oude door een onder leiding van Dieuwke de Graaff-Nauta tot stand gekomen herziening, waarbij het aantal Statenleden afhankelijk gesteld werd van het inwonertal van de provincie.
Bij de Dualiseringswet uit 2002 werd het monistisch karakter van de Provinciewet verder aangepast tot een meer dualistisch karakter. Dit houdt in dat, naar analogie van ministerraad en parlement in het landsbestuur, college van Gedeputeerde Staten (GS) en provinciale staten meer onafhankelijk van elkaar functioneren, waarbij de staten het college van GS controleert.

## Geschiedenis
De eerste Provinciewet is een wet uit 1850. De wet werd gemaakt door Thorbecke en legde de samenstelling, de verkiezing en bevoegdheden van Provinciale Staten vast. De wet was een voortvloeisel van de Nederlandse Grondwet van 1848. De standenvertegenwoordiging werd afgeschaft en de provincie mocht voortaan een eigen begroting opstellen, kon eigen belastingen heffen en verordeningen uitvaardigen. Het dagelijks bestuur werd in handen gelegd van het college van GS.

## Uitvoering door de provincie
Om als provincie de opgedragen taken te kunnen uitvoeren en eigen beleid te kunnen maken moet er een provinciebestuur zijn dat besluiten kan nemen. Door de provinciewet toe te passen krijgen de Statenleden en leden van het college van GS de mogelijkheid dat in hun eigen rol op democratische wijze te doen. Statenleden kunnen door de wet gebruikmaken van onafhankelijke gegevens van de rekenkamer, de ombudsman/commissie en de accountant.
Naast de in de wet geregelde ondersteuning door de provinciesecretaris en statengriffier kunnen er door het college van GS meer ambtenaren worden aangesteld om besluiten voor te bereiden en uit te voeren.
In 2007 waren er in totaal 564 Statenleden. Er zijn 12 provincies dus 12 commissarissen van de koning (CDK), 12 provinciesecretarissen en 12 Statengriffiers. Op grond van de wet bestaat het provinciaal bestuur dus uit circa 590 bestuurders en 24 ambtenaren. Er zijn in totaal circa 14.000 provincieambtenaren voor alle taken van de provincie waaronder ook de directe ondersteuning van de staten en het college van GS. Er zijn 5 rekenkamers omdat provincies op dit punt samenwerken.
zie ook het artikel Provincies voor een uitgebreide beschrijving van het gemeentelijk bestel.
De provinciewet levert verder de basis voor :
- enkele specifieke bevoegdheden van de Staten, college van GS en de CdK
- de begroting, financiële administratie en jaarrekening
- het heffen van provinciale belastingen (de zogenaamde opcenten)
- de samenwerking met andere overheden
- het toezicht door de Rijksoverheid